# (6102) Visby
(6102) Visby – planetoida z grupy pasa głównego asteroid okrążająca Słońce w ciągu 4 lat i 72 dni w średniej odległości 2,6 j.a. Została odkryta 21 marca 1993 roku w Europejskim Obserwatorium Południowym w ramach programu UESAC. Przed nadaniem nazwy planetoida nosiła oznaczenie tymczasowe (6102) 1993 FQ25.